# Trnovača (Uskoplje, BiH)
Trnovača je naseljeno mjesto u općini Uskoplje, Federacija Bosne i Hercegovine, BiH.

## Zemljopis
Naselje se nalazi uz magistralnu cestu M16.2 Bugojno – Uskoplje. Kroz naselje protječe rijeka Trnovača koja se u blizini ulijeva u Vrbas.

## Povijest
Na Trnovači se nalazilo željezničko stajalište na pruzi Lašva – Donji Vakuf – Uskoplje.
Dana 3. listopada 2010. godine proveden je referendum o izdvajanju naseljenog mjesta Trnovača s teritorija naseljenog mjesta Podgrađe. Većina glasača izjasnila se za izdvajanje. Odlukom Vlade Federacije BiH iz 2011. Trnovača postaje samostalno naseljeno mjesto.

## Stanovništvo

### 2013.
Nacionalni sastav stanovništva 2013. godine, bio je sljedeći:
ukupno: 666
- Hrvati - 651
- Bošnjaci - 13
- Srbi - 1
- ostali, neopredijeljeni i nepoznato - 1

## Obrazovanje
Na Trnovači postoji područna škola Osnovne škole Uskoplje koja radi po nastavnom planu i programu na hrvatskom jeziku.